# Fodé Soumah
Pour les articles homonymes, voir Soumah.
Fodé Soumah est un député, enseignant et homme politique guinéen.
D'avril 2020 au 5 septembre 2021, il est député.

## Biographie
Fodé Soumah est diplômé de l’institut d’électrotechnique OULIANOV de St-Petersburg en Russie où il a obtenu son doctorat en es sciences techniques.
Fodé Soumah a occupé plusieurs postes dans l'administration guinéenne notamment, secrétaire général du ministère des postes, télécommunications et des nouvelles technologies de l’information, directeur général adjoint de la SOTELGUI et directeur du centre informatique de l’Université de Conakry.

### Parcours politique
Député guinéen de 2020 en 2021 de la dernier législation de mars 2020. Il devient d'abord 5ème vice-président  l'assemblée nationale de la 9eme législative de la république de Guinée d'avril au 4 mai 2020 puis, il devient le 2ème vice-président à la suite du décès de l'honorable Louceny Fofana,.

## Prix et distinction
- 1995 : Prix du meilleur chef d’entreprise du Groupe Art Création[6] ;
- 1997 : Prix du meilleur manager 1997, médaille d’Or de l’Agence Guimédia[7] ;
- 1997 : prix du partenariat des agences GBM-CHETIBA ;
- 2008 : Médaille d’honneur du travail de la République de Guinée[8].